# Борки (урочище)
Уро́чище Бо́рки — ботанический заказник регионального значения в Валуйском районе Белгородской области. Известно также под названием Петровские Борки.

## Географическое положение
Урочище Борки расположено на территории Валуйского района Белгородской области, в 1 км к югу от села Борки (Борчанское сельское поселение). Село Борки лежит на левом низменном берегу реки Козинка, а урочище Борки возвышается над ним, занимая крутой склон на противоположном правом берегу. Общая площадь урочища составляет 220 га. На севере заказник граничит с селом Борки, а с юга он окружен по периметру полями сельскохозяйственных культур.

## Поверхностные воды
Искусственные и естественные водоемы со стоячей водой на территории заказника отсутствуют. Поверхностные воды представлены только водотоками – в северной части заказника протекает реки Козинка.  Ширина ее русла колеблется от 5 до 10 м, а в отдельных местах оно расширяется до 30 м. К северу от реки, параллельно ей с запада  на восток на расстоянии 50-100 м проходит дренажная канава, которая затем открывается в Козинку. Эта канава служит естественным рубежом, по которому проведена северная граница заказника.

## Растительность
Изучению растительности урочища Борки Урочище положил начало  ботаник В. М. Черняевым в 1821 г. Тогда в Борках росла нагорная дубрава, внутри которой была сосновая роща из меловой сосны. Следы дубравы до сих пор заметны — это заросли кустарника на крутом склоне, спускающемся к Козинке. А сосновая роща была полностью уничтожена в начале XX века. Сейчас на склонах урочища Борки растет разнотравно-злаковая степная растительность, которая чередуется с обнажениями меловых пород (мергелей). В конце прошлого столетия в верхней части склонов урочища созданы небольшие искусственные насаждения сосны чёрной.
В урочище Борки произрастает три вида растений, занесенных в Красную Книгу России: волчеягодник Софии, кизильник алаунский, ковыль перистый. Кустарник Волчеягодник Софии — вид, эндемичный для бассейна Дона. Он встречается на крутом северном склоне среди других кустарников и разнотравья с примесью злаков. Впервые обнаружил его здесь в 1903 году В. И. Талиев.

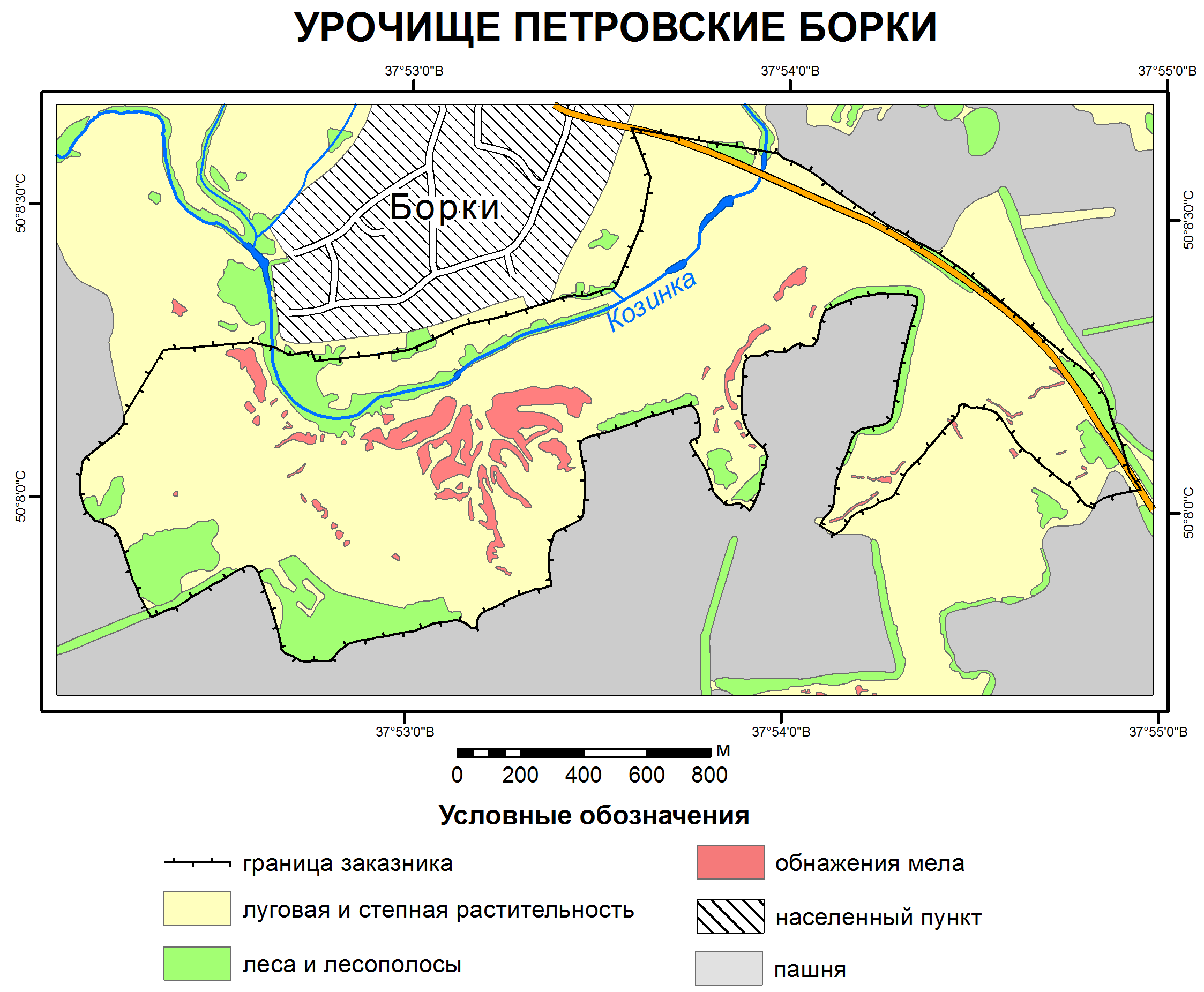
Карта урочища Петровские Борки

## Животный мир
На территории урочища Борки находится колония байбака. Она имеет естественное происхождение и возраст не менее 100 лет. Численность колонии в разные годы насчитывала от 200 до 500 особей.
Среди насекомых, обитающих на территории урочища, встречается сколия степная, занесенная в Красную книгу РФ .

## Статус и охрана территории
Впервые статус ООПТ (ботанического заказника) урочище Борки получило в 1991 году решением исполкома Белгородского областного Совета народных депутатов . В 1995 году на основе предложений  комитета экологии и природных ресурсов Белгородской области, Центрально-Чернозёмного государственного биосферного заповедника и заповедника "Лес на Ворскле" был составлен  список территорий, на которых намечено создание новых заповедных участков. Среди этих территорий было и урочище Борки. Этот список, был включен в постановление о расширении сети ООПТ области . Но в отношении Борок это намерение до сих пор так и не было реализовано.
В настоящее время охрана урочища Борки возложена на управление лесами Белгородской области. На территории заказника запрещено строительство зданий, сооружений, дорог и трубопроводов, линий электропередач и прочих коммуникаций, изыскательские, взрывные и буровые работы, разработка полезных ископаемых, устройство свалок, применение и хранение ядохимикатов, минеральных удобрений, распашка территории, выжигание растительности, проезд транспорта, устройство стоянок, кемпингов, а также деятельность, противоречащая целям создания ботанического заказника.